# Emil Cezar Vlăduț

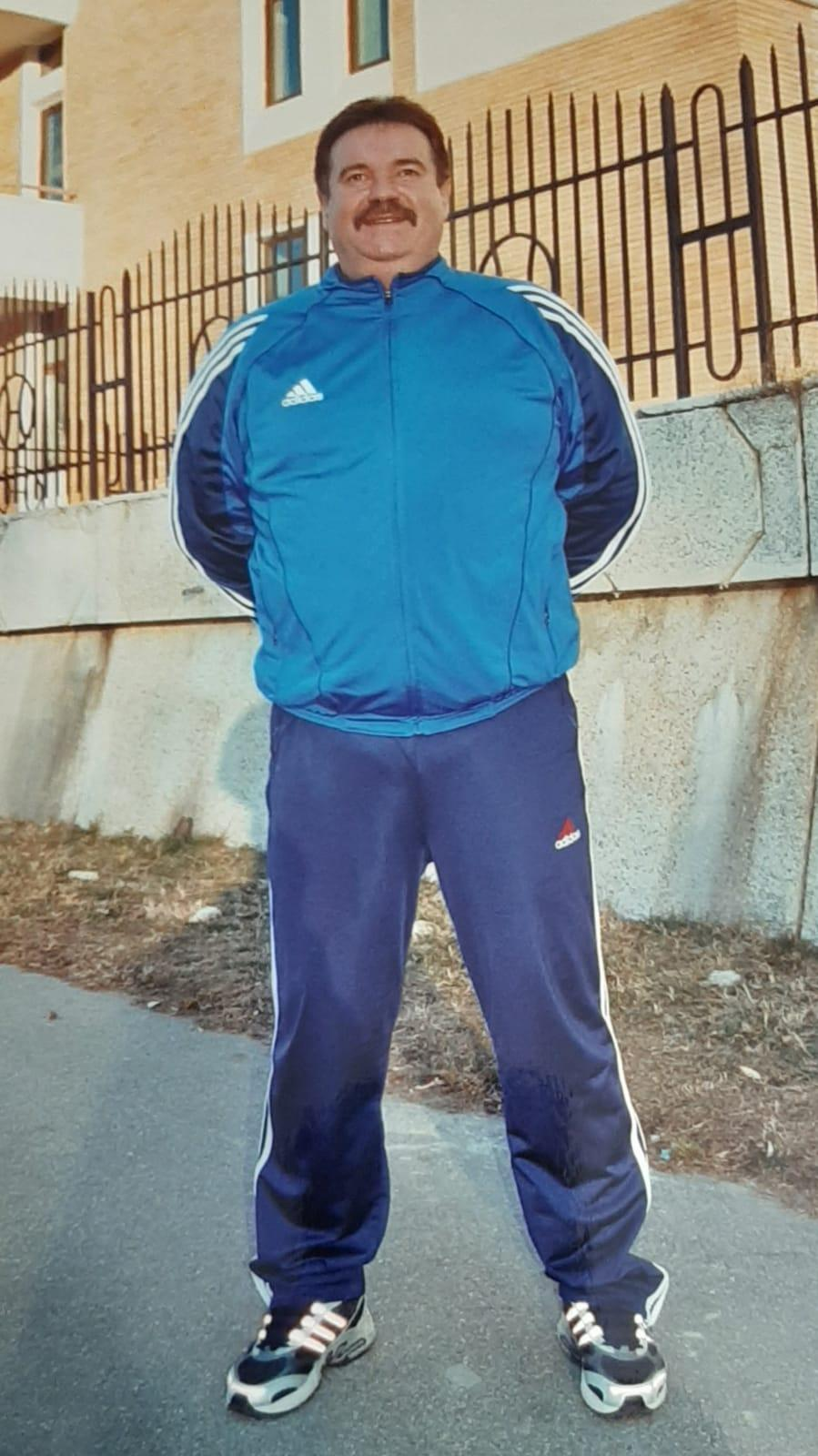
Emil Cezar Vlăduț

Emil Cezar Vlăduț (n. 27 noiembrie 1960, Craiova) este un antrenor român de fotbal și fost jucător.

## Cariera de jucător
Din 1970, Emil Cezar Vlăduț a fost legitimat la echipele de juniori și tineret ale Universității Craiova unde a cucerit două titluri de campion național. La 17 ani a fost cooptat în lotul mare al Universității de către antrenorii Valentin Stănescu și Ion Oblemenco și a debutat într-un meci la Iași disputat în Cupa FRF. A jucat fundaș central sau închizător, posturi ocupate la vremea aceea de jucători precum Ilie Balaci, Costică Ștefănescu, Aurel Beldeanu sau Sorin Cârțu, asa că în 1979 a plecat la FCM Dunărea Galați echipă la care a și debutat în Liga I (pe atunci, Divizia A) sub comanda lui "nea Titi" Constantin Teașcă. Devenind student la IEFS București în 1980, un an mai târziu s-a mutat în Capitală și a fost cooptat de Ion Motroc în lotul FC Rapid București, cu care a participat la turnee în Italia. Cand Ion Motroc a fost dat afară din Giulești, lui Emil Vlăduț i s-a pus în vedere să vină la FC Sportul Studențesc București dacă vrea să termine facultatea, așa că a trecut sub comanda lui Ion Voica într-o echipă în care jucau Mircea Sandu, Gino Iorgulescu sau Mihail Marian.

### Cariera de antrenor
În anul 1985, Emil Vlăduț a absolvit Universitatea Națională de Educație Fizică și Sport (pe atunci IEFS București), secția Fotbal și ulterior a ocupat funcția de Vicepreședinte al CSM Craiova, până în 1986.
În sezonul '86 - '87 a fost numit Antrenor Principal al echipei Autobuzul Craiova, echipă alături de care a reușit trei promovări consecutive, din "Promoție" (Campionatul Județean) în Liga a III-a (pe atunci Diviza C), fiind declarat de către Federația Română de Fotbal cel mai performant antrenor al ligilor naționale inferioare.
În 1990, Marian Bondrea l-a cooptat în staff-ul tehnic al echipei Electroputere Craiova, iar un an mai târziu a devenit vicepreședintele clubului, jucând atunci și în cupele europene. În 1993, împreună cu același Marian Bondrea, a trecut la Universitatea unde a ocupat funcția de Antrenor U18 al echipei-fanion a Olteniei, cu care a participat la două turnee finale unde a cucerit și un titlu de campion național, avându-i ca elevi, printre alții, pe Eugen Trică și Sava.
Revenirea în circuitul echipelor de seniori a avut loc în 1994 cand a devenit "secundul" lui Ion Geolgău la CSM Jiul Petroșani, în Divizia B. După plecarea lui Geolgau, a fost numit Antrenor Principal al echipei din Petroșani, pentru ca mai apoi să redevină secund în 1995 când la Jiul a venit Lita Dumitru, alături de care a reușit promovarea în Divizia A.
Din Sezonul '97 Vlăduț s-a "moldovenizat" fiind secundul lui Toader Șteț la FC Onești, apoi principalul grupării de pe Trotuș, cu care a cunoscut atât bucuria promovării în A, cât și amărăciunea revenirii în B după doi ani de stat la masa bogaților, dar și multe alte episoade interesante alături de președintele Nicolae Puiu, "cel mai bun om de fotbal pe care l-am cunoscut", după cum declara Emil Vlăduț.
În anul 2000, același Liță Dumitru l-a cooptat din nou ca secund, de data aceasta în staff-ul echipei FC Politehnica Iași (1945).
A antrenat, de asemenea, echipa Petrolul Moinești, după care, în 2004 s-a reîntors la FC Onești, însă fosta divizionara A se confrunta deja cu mari probleme financiare. Astfel, cei mai experimentați jucători oneșteni - Costel Munteanu, Dragomirescu, Pleșa, Bârsan, sau Laurențiu Ivan, au primit acordul de principiu din partea conducerii echipei pentru a se putea transfera la alte echipe din postura de jucători liberi de contract.
Din 2005 până în 2007 a ocupat funcția de Manager General în cadrul Fotbal Management 2002, unde a administrat o școală de fotbal de juniori și tineret.
Sezoanele 2007-2008 și 2008-2009 a fost antrenor principal al echipelor FC Caracal și respectiv Gaz Metan Craiova pentru ca următorii trei ani să-și desfășoare activitatea peste hotare, în Kuweit, ca Manager al echipei Al-Tadhamun Under 18 - Under 21.
La întoarcerea în Oltenia natală, Emil Vlădu a ocupat diverse funcții de Manager și Consilier pe probleme de Fotbal în cadrul unor organizatii non-profit, având ca scop descoperirea și promovarea de noi talente în fotbalul românesc.

### Echipe antrenate
- 2009-2012         Manager Under18-21 Al Thadamon, Kuwait
- 2008-2009         Antrenor Principal Gaz Metan Craiova
- 2007-2008         Antrenor Principal FC Caracal (Liga II)
- 2005-2007         Manager General Fotbal Management 2002 București
- 2004-2005         Antrenor Principal FC Onești (Liga II)
- 2002-2004         Antrenor Principal Petrolul Moinești (Liga II)
- 2001-2002         Antrenor Principal FC Vaslui
- 2000-2001         Antrenor Secund Poli Iași
- 1997-2000         Antrenor Secund + Antrenor Principal FC Onești (Liga I)
- 1996-1997         Vicepreședinte FC Caracal (Liga II)
- 1994-1996         Antrenor Secund + Antrenor Principal Jiul Petroșani
- 1992-1994         Antrenor Principal Under18 Universitatea Craiova
- 1991-1992         Vicepreședinte Electroputere Craiova
- 1990-1991         Antrenor Secund Electroputere Craiova
- 1989-1990         Profesor Educație Fizică Școala Generală 35 Craiova
- 1986-1989         Antrenor Principal Autobuzul Craiova
- 1984-1986         Vicepreședinte CSM Craiova